# Ma Yibo
Ma Yibo (jedn. kineski  马弋博) (Ma je prezime) (Dalian, 8. kolovoza 1980.) je kineska hokejašica na travi. 
Sudjelovala je na OI 2004. u Ateni, na kojima je također igrala na svim susretima, postigavši ukupno dva pogotka, osvojivši četvrto mjesto, izgubivši susret za brončano odličje od Argentinki.

## Vanjske poveznice
- Profil